# Prisma (Kino)

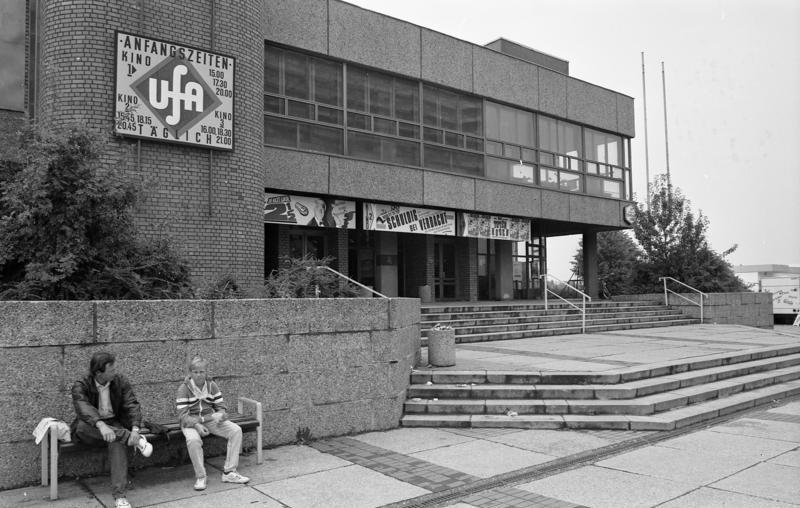
Ufa-Kino 1991

Das Prisma war ein Kino- und Kulturgebäude in Halle-Neustadt. Das 1982 eingeweihte Gebäude war der letzte Kino-Neubau in der DDR. Das Kino war bis 1998 in Betrieb, im Jahr darauf wurde es abgerissen.

## Geschichte

### Vorgeschichte
Bereits in den 1960er Jahren war von den Stadtplanern Halle-Neustadts ein zentraler Platz als kulturelles und politisches Zentrum der Stadt vorgesehen. Markantester Punkt des Platzes und gleichzeitig der Stadtsilhouette sollte das 100 Meter hohe „Hochhaus der Chemie“ werden, außerdem waren kommunale Verwaltungsgebäude, ein S-Bahnhof sowie ein Kulturzentrum geplant. Die Pläne für das Hochhaus wurden 1974 verworfen. Die kommunalen Gebäude wurden (bis auf einen Neubau Ende der 1980er Jahre, der jedoch nie als solches benutzt wurde) ebenfalls nicht realisiert. Anstelle des geplanten Kulturzentrums entstand das Kino mit dem Namen Prisma.

### Zeit bis 1989
Die Bauarbeiten für das Prisma begannen mit der Grundsteinlegung am 5. Oktober 1979. Neben dem Kino mit einem großen und einem kleinen Saal wurden ein Jugendclub, ein Raum für Filmclubs, eine Foyerbar, das Café „Journal“ sowie ein Schmuckgeschäft namens „Schatulle“ im Gebäude errichtet. Der Künstler Ludwig Ehrler gestaltete das Innere des Foyers des Kinos, wofür er 1983 mit dem Architekturpreis des Rates des Bezirkes Halle ausgezeichnet wurde.
Am 10. August 1982 wurde die Einrichtung eröffnet. Der erste Film, der im Prisma gezeigt wurde, war der sowjetische Kriminalfilm Das Geheimnis des Notizbuches. Außer Filmvorführungen wurden im Prisma auch Konzerte, Filmwochen, Ausstellungen und andere kulturelle Anlässe begangen, wie zum Beispiel Jugendweihen und Kindertagsveranstaltungen. Zudem befand sich das Filmkopienlager der Bezirksfilmdirektion Halle in der Einrichtung. Auf Initiative des Rundfunks der DDR und der Kulturbundgruppe Halle-Neustadt eröffnete 1986 im Prisma der erste Hörspielklub des Landes. Das erste dort aufgeführte und besprochene Hörspiel war Frau im Zug von Gabriele Bigott.

### Nachwendezeit
Nach der Wende wurde das Prisma durch die Ufa übernommen und modernisiert. Aus wirtschaftlichen Gründen wurde das Kino 1998 geschlossen, die letzte Filmvorführung fand am 31. Mai des Jahres statt. Im Jahr 1999 erfolgte der Abriss des Kinos. An seiner Stelle wurde 2000 das Einkaufszentrum Neustadt-Centrum eröffnet.
Im Neustadt-Centrum wurde im Jahr 2004 eine öffentliche Ausstellung zum Abriss des Prisma gezeigt.

## Sonstiges
Am 24. Februar 1990 fand im Prisma die Gründungsveranstaltung des CDU-Landesverbandes Sachsen-Anhalt, des ersten CDU-Landesverbandes in der damaligen DDR, statt. Im Beisein des damaligen Parteivorsitzenden Lothar de Maizière wurde Gerd Gies zum Landesvorsitzenden ernannt.
Die Filmplakate für das laufende Programm des Prisma wurden während der gesamten Zeit des Bestehens des Kinos von Plakatmaler Wilfried Kuhne angefertigt.